# Thomas Thomas (arquiteto)
Thomas Thomas (1817 - 16 de março de 1888) foi um ministro da igreja galesa e arquiteto da capela, também conhecido como Thomas Glandŵr (Thomas Landore). Ele é descrito como "o primeiro arquiteto nacional do País de Gales" e o "mestre incontestado da arquitetura de capela no País de Gales nos anos 1860". 

## Juventude
Thomas Thomas nasceu em 1817 e foi criado perto de Ffairfach, em Llandeilo, Carmarthenshire. O seu pai dirigia um negócio de carpintaria, onde Thomas trabalhava antes de se mudar para Swansea.

## Ministério religioso
Embora não tivesse nenhum treino formal, foi nomeado ministro da capela em Clydach, em 1848, cargo que ocupou até 1853. O reverendo Thomas tornou-se posteriormente ministro da congregação em Landore, Swansea, até que renunciou em 1875. Pensa-se que ele se demitiu depois de ter sido descoberto que ele era o proprietário de habitações degradadas de trabalhadores no norte de Swansea. 

## Depois da renuncia
Depois de renunciar como ministro da igreja, Thomas mudou-se para Mumbles. Ele morreu lá em 16 de março de 1888 e foi enterrado em Sketty. 